# Slot St. Peter in der Au
Het Slot St. Peter in der Au is een slot in Sankt Peter in der Au, Neder-Oostenrijk. Sinds 2009 dient het als gemeentehuis en evenementencentrum en sinds 2013 tevens als locatie voor het Carl Zeller-Museum.
Het slot wordt omgeven door een gedeeltelijk drooggelegde gracht. Het is met een brug verbonden met de parochiekerk.

## Geschiedenis
Het slot werd in de 12e eeuw gebouwd en was vermoedelijk de zetel van Alram und Egino von Url. De eerst bekende documentatie stamt uit 1277 waarin de abt Heinrich von Admont opdracht gaf om de muren en grachten te laten vernieuwen. In 1298 werd de burcht verpand aan het Bisdom Freising.
Van 1557 tot 1587 werd het door Georg en Wilhelm Seemann von Mangern verbouwd naar een renaissanceslot. Er volgde geregeld een wisseling van eigenaar en in 1621 ging het bezit over naar Katharina gravin van Losenstein. In haar tijd werden de prieelgangen aangelegd. Tijdens het bezit vanaf 1682 door de rijksgraaf van Windischgrätz verkreeg het slot voor een deel zijn barokke karakter. Verder werden er in 1845 nog enkele verbouwingen gepleegd.
In 1851 kocht graaf Artur von Ségur-Cabanac het slot waarna het tot 1948 in het bezit van zijn familie bleef. In 1992 werd het gerestaureerd door de familie Lugmair die het toen in haar bezit had.
In 1999 kwam het in het bezit van de Marktgemeinde Sankt Peter en sindsdien diende het als gemeentehuis en centrum voor evenementen. De  Niederösterreichische Landesausstellung hield er in 2007 de tentoonstelling 'Vuur en aarde' over het thema 'Aarde'.
In 2013 werd hier het Carl Zeller-Museum geopend, dat ervoor tot 1992 was gevestigd in Carl Zellers geboortehuis in Sankt Peter.